# Laelia travanca
Laelia travanca är en fjärilsart som beskrevs av Embrik Strand 1914. Laelia travanca ingår i släktet Laelia och familjen tofsspinnare. Inga underarter finns listade i Catalogue of Life.